# Craigsville (Virginia)
Craigsville is een plaats (town) in de Amerikaanse staat Virginia, en valt bestuurlijk gezien onder Augusta County.

## Demografie
Bij de volkstelling in 2000 werd het aantal inwoners vastgesteld op 979.
In 2006 is het aantal inwoners door het United States Census Bureau geschat op 1025, een stijging van 46 (4,7%).

## Geografie
Volgens het United States Census Bureau beslaat de plaats een oppervlakte van
5,1 km², geheel bestaande uit land. Craigsville ligt op ongeveer 466 m boven zeeniveau.

## Plaatsen in de nabije omgeving
De onderstaande figuur toont nabijgelegen plaatsen in een straal van 32 km rond Craigsville.